# Neon Genesis Evangelion 3: Ett vitt ärr
Volym 3 av mangan Neon Genesis Evangelion av Yoshiyuki Sadamoto.

## Handling
I denna tredje volym är piloten Rei Ayanamis mystiska förflutna en av sakerna som gäckar Shinji och hans far Gendo. Gendo Ikari är vänlig och omtänksam mot Ayanami men hård och kall mot sin egen son. Shinji kommer överens med Toji och får snart två nya vänner i honom och Kensuke. NERV står sedan för ett nytt anfall från apostlarna, i vilket Shinji skadas psykiskt och aposteln borrar sig genom sköld efter sköld ner mot NERV:s central. I ett andra försök går Shinji och Ayanami upp tillsammans för en gemensam attack mot aposteln. När Shinji missat sitt första skott och måste ladda upp igen ställer sig Ayanami framför Shinji och skyddar honom. Hon tar själv emot apostelns attack och på andra skottet träffar Shinji. Shinji lämnar sin Evangelion och tar sig in i EVA-00 för att se hur Rei mår.

## Inblandade karaktärer
- Shinji Ikari
- Rei Ayanami
- Gendo Ikari
- Misato Katsuragi
- Pen-Pen
- Riksuko Akagi
- Toji
- Kensuke

## Kapitel
- Ett vitt ärr
- Ett skevt rum
- De röda ögonen litade till
- Det förlorade minnet
- Natten före striden
- Blodsstrid
- Månen i mörkret